# Jan-Willem van Erven Dorens
Jan-Willem van Erven Dorens (Amsterdam, 8 november 1934) is een voormalig Nederlands hockeyspeler. In 1960 speelde hij op de Olympische Spelen in Rome, waar hij tijdens de openingsceremonie de Nederlandse vlaggendrager was. Met zijn team behaalde hij een negende plaats, Van Erven Dorens scoorde 6 van de 9 Nederlandse doelpunten.
Hij was ingenieur bij een bedrijf in baggermachines en later bij Shell, waarvoor hij ook in Maleisië verbleef. Hij is gehuwd en vader van drie zonen, onder wie Beau van Erven Dorens. De golfkampioen bij de amateurs, Robbie van Erven Dorens, was een broer van hem.